# 봄바람 (영화)
봄바람(Walk In The Spring Rain)은 미국에서 제작된 가이 그린 감독의 1970년 영화이다. 앤서니 퀸 등이 주연으로 출연하였다.

## 출연

### 주연
- 앤서니 퀸

### 조연
- 프리츠 위버
- 캐서린 크로포드
- 톰 필딩
- 버지니아 그렉
- 미첼 실버먼

## 제작진
- 미술: 말콤 C. 버트